# Илия Лазаров
Илия Димитров Лазаров е български бизнесмен и политик, началник на кабинета на президента Петър Стоянов през целия му мандат. Народен представител в XLV народно събрание и евродепутат за мандат 2024 - 2029 година.

## Биография
Илия Лазаров е син на Димитър Лазаров дипломат от кариерата, постъпил през 1957 г. във външно министерство и пенсионирал се през 2002 г. Като такъв е бил и сътрудник на ПГУ на ДС – външното разузнаване. Произхожда от рода на опълченеца от Белица, Разложко, Лазар Комитски, брат на дядо му е Кирил Лазаров, министър на финансите на България от 1949 до 1962, член на ЦК на БКП и министър на финансите. Магистър по „международни отношения“ на Киевския държавен университет (1986 - 1991).
Член на Демократическата партия в СДС (1991 – 1997), областен координатор на СДС за Югозападна България (1991 – 1994), началник на отдел „Информационен“ на СДС (1994 – 1996). През януари 1997 при встъпването си в длъжност президентът Петър Стоянов го назначава за началник на кабинета си. Остава на този пост през целия му петгодишен мандат.
По време на мандата на президента Стоянов отговаря за международните контакти, КСНС, връзките с посолствата.
Лично отговаря за подготовката и провеждането на посещенията в България на: Клаус Кинкел, президента н Италиянската република Скалфаро, президента на Румъния, Константинеску, секретаря по отбраната на САЩ Уилям Коен, кралица Маргрете на Дания, президента на Малта Гуидо де Марко, президента Бил Клинтън и много други визити в България.
Отговаря за посещенията на президента Стоянов в Франция - май 1997г., тристранните  срещи България, Турция, Румъния в Евксиноград - 1998г., България, Гърция, Румъния в Боровец 1998г., държавните посещения в Китай - 1998г., Индия - 1998г., Испания - 1999г., САЩ, Русия 1997г, Гърция - 2000г. Узбекистан, Казахстан …
От март до октомври 2002 г. е международен секретар в БДС „Радикали“ на Евгений Бакърджиев.
Определен е за посланик на България в Швейцарската конфедерация от правителството на Иван Костов (2001), но отказва да замине след загубата на президентските избори от Петър Стоянов през 2001 г.
През 2002 г. заедно с братовчед си Кирил Недев създават съвместно дружество и развиват луксозния комплекс „Голф клуб Ибър“ в Долна баня, в който през 2004 общината апортира земя срещу 33% от капитала. През 2005 г. съвместно с арх. Иван Данов, по-късно министър на инвестиционното проектиране в кабинета „Орешарски“, учредяват ново дружество „Архитект Данов и партньори“, което проектира общия устройствен план на голф-комплекса.
През 2005 Петър Стоянов оглавява СДС и през пролетта на 2006 г. и налага Илия Лазаров за главен секретар на партията. След поражението на изборите за Европейски парламент в края на май 2007 г. Илия Лазаров и Петър Стоянов си подават оставките.
През 2007 г. Илия Лазаров излиза от търговските дружествата за да се кандидатира за кмет на община Долна баня, но на първия тур на изборите получава само 20,5 % от гласовете и отпада от състезанието. Избран е само за общински съветник (2007 – 2009). 
Илия Лазаров е близък с политика от СДС и ДПС Христо Бисеров, който е негов кум, както и много от политиците от СДС, неговите производни, ДПС, ГЕРБ и дори БСП. За него се говори, че не влиза в политически войни и се старае да намира консенсус и компромис, дори там където е невъзможен.
От юли 2018г. е главен секретар на СДС, народен представител от СДС в ПГ ГЕРБ-СДС в 45НС.
от 2016 до 2022г. е член на съвета на на директорите на Националната компания индустриални зони ЕАД. Период в който беше изградена индустриалната зона в Божурище, Стара Загора, Видин, Русе …. През този период негови колеги са Владимир Каролев, Нено Димов, Антоанета Барес, Божидар Данев,  Добринка Вичева и др.
Външнополитически експерт и анализатор.
Владее френски, испански, италиански, руски, английски и италиянски езици.
Награждаван е с редица ордени, два пъти от краля на Испания, кралицата на Дания, краля на Норвегия, президентите на Гърция и Малта.